# Grup Coïmbra
El Grup Coïmbra, fundat el 1985 i formalment constituït el 1987, és una xarxa d'universitats europees que congrega 42 universitats, algunes de les quals estan entre les més antigues i més prestigioses d'Europa.  El grup va prendre el seu nom de la ciutat de Coïmbra, Portugal, i la universitat situada allí, una de les més antigues d'Europa. La Universitat de Coïmbra va celebrar el seu 700 aniversari el mateix any que es va fundar el grup.

## Membres
|  | Alemanya - Universitat Georg-August de Göttingen - Universitat Ruprecht Karls de Heidelberg - Universitat de Colònia - Universitat Friedrich Schiller de Jena - Universitat de Würzburg Àustria - Universitat de Graz Bèlgica - Katholieke Universiteit Leuven (en neerlandès) - Université catholique de Louvain (en francès) Catalunya - Universitat de Barcelona Dinamarca - Universitat d'Aarhus Espanya - Universitat de Granada - Universitat de Salamanca Estònia - Universitat de Tartu Finlàndia - Universitat Åbo Akademi (en suec) - Universitat de Turku (en finlandès) França - Universitat de Montpellier (Montpeller és tractat com 2 institucions) - Universitat de Poitiers Hongria - Universitat Eötvös Loránd Irlanda - Universitat Nacional d'Irlanda, Galway - Universitat de Dublín (Trinity College de Dublin, únic college que compon la universitat) |  | Itàlia - Universitat de Bolonya - Universitat de Pàdua - Universitat de Pavia - Universitat de Siena Lituània - Universitat de Vílnius Noruega - Universitat de Bergen Països Baixos - Universitat de Groningen - Universitat de Leiden Polònia - Universitat Jagellònica de Cracòvia - Universitat de Breslàvia Portugal - Universitat de Coïmbra Regne Unit - Universitat de Bristol - Durham University - Universitat d'Edimburg - Universitat de Newcastle - Universitat de Leeds Txèquia - Universitat Carolina de Praga Romania - Universitat de Iaşi Rússia - Universitat Estatal de Sant Petersburg Suècia - Universitat d'Uppsala Suïssa - Universitat de Ginebra Turquia - Universitat d'Istanbul |